# Diocese da Panônia
A Diocese da Panônia (português brasileiro) ou Diocese da Panónia (português europeu), conhecida a partir de 395 como Diocese do Ilírico (Illyricum) ou Diocese da Ilíria, foi uma diocese do período final do Império Romano cuja capital, sede do vigário, era Sirmio.

## História
As províncias da diocese originalmente faziam parte da prefeitura pretoriana da Itália, mas posteriormente juntaram-se à prefeitura pretoriana da Ilíria quando a diocese foi criada em 356.[carece de fontes?] Disputada por ambos as metades do império, a Panônia era uma das duas dioceses que foram incorporadas à porção oriental da Tetrarquia que não tinha raízes culturais gregas (a outra era a Dácia), e acabou sendo transferida definitivamente para o Império Romano do Ocidente com a morte de Teodósio I em 395 e reincorporada à Itália. Pelas décadas seguintes a Panônia foi continuamente ocupada por tribos bárbaras, principalmente godos e hunos. Em 427, os romanos alegaram terem conseguido retomar a região.
Em 425, Gala Placídia, em um acordo firmado com o imperador Teodósio II (r. 408–450), concedeu ao Império Bizantino a cidade de Salona, na Dalmácia. Seu destino final é incerto: a região foi perdida para os hunos na década de 440, embora a Dalmácia tenha ficado sob controle imperial até a década de 480. Em 454, com o colapso do Império Huno, o imperador bizantino Marciano (r. 450–457) assentou os ostrogodos liderados pelos irmãos Valamiro, Videmiro e Teodomiro na Panônia como federados. Em 504, sob Teodorico, o Grande (r. 474–526), os ostrogodos tomaram Sírmio e o distrito vizinho que estava sobre controle dos gépidas.

## Estrutura
A Diocese da Panônia incluía as seguintes províncias:
- Dalmácia (Dalmatia)
- Nórica Ripense (Noricum Ripense)
- Nórica Mediterrânea (Noricum Mediterraneum)
- Panônia I (Pannonia Superior ou Prima)
- Panônia II (Pannonia Secunda ou Inferior)
- Panônia Sávia (Pannonia Savia ou Pannonia Valeria)
- Valéria Ripense (Valeria Ripensis)

Estava ainda sob sua jurisdição o exarca de Sirmio, as metrópoles de Lauríaco, Vindomana, Sirmio, Salona, Salisburgo e o "locus incertus" (veja Miholjanec).